# Distrito de Thaba-Tseka
Thaba-Tseka es un distrito de Lesoto. Tiene una superficie de 4.270 km² y una población de aproximadamente 129.137 hab. (2006). Thaba-Tseka es la capital del distrito.
- Datos: Q817327
- Multimedia: Thaba-Tseka District / Q817327